# Spengelia discors
Spengelia discors är en djurart som tillhör fylumet svalgsträngsdjur, och som beskrevs av Spengel 1907. Spengelia discors ingår i släktet Spengelia och familjen Spengelidae. Inga underarter finns listade i Catalogue of Life.